# リー決議

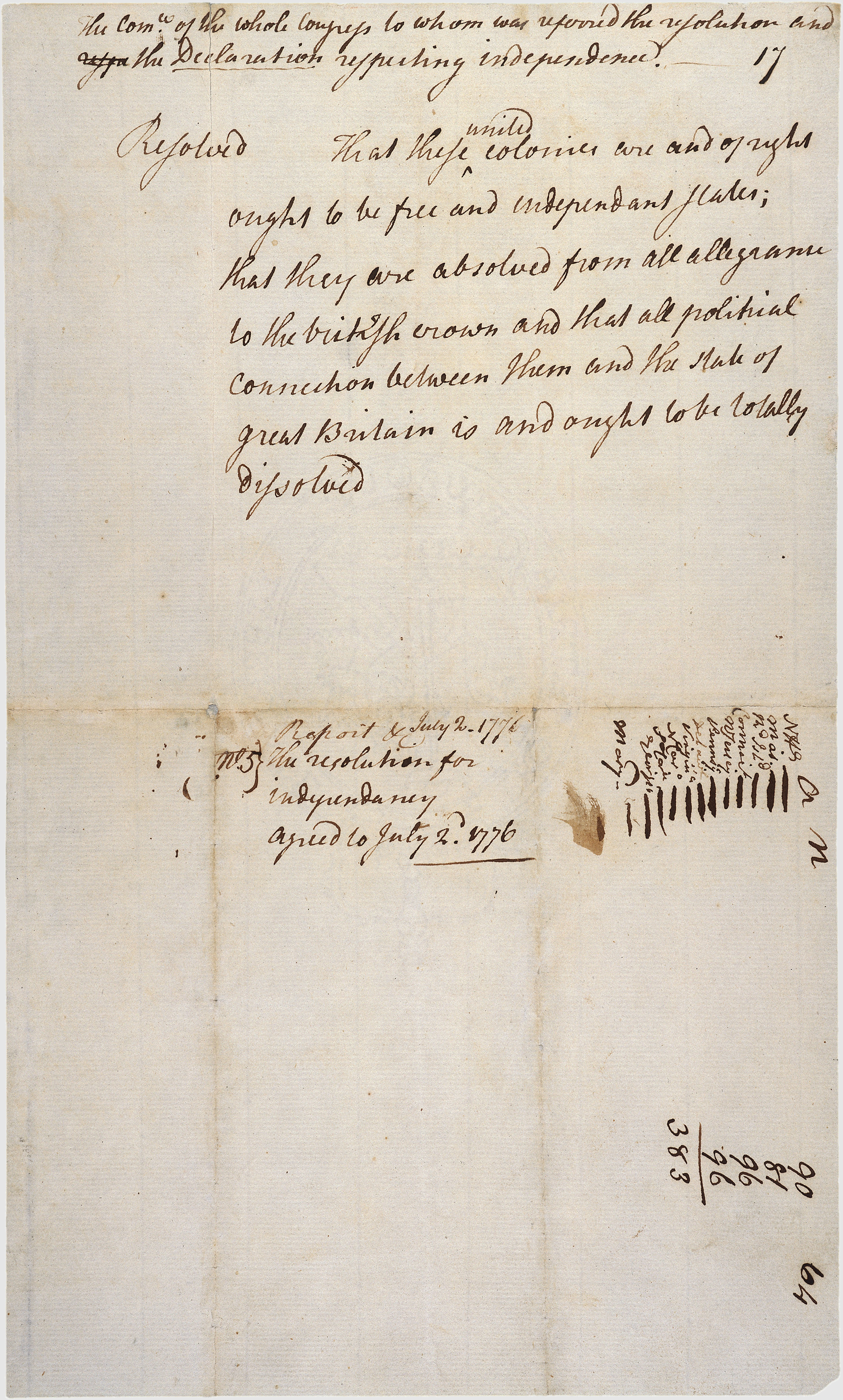
『1776年7月2日に可決された独立の決議案』。右側中央に書かれているのは、承認した12の植民地を示す。ニューヨーク植民地は棄権した。

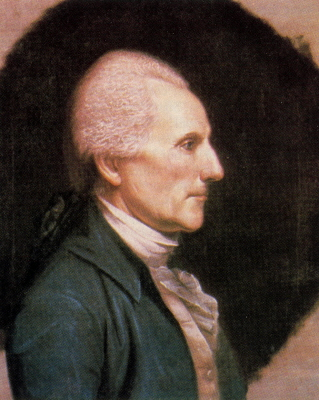
リチャード・ヘンリー・リー。この決議案を1776年6月7日に提案した。

リー決議（Lee Resolution）または独立の決議（The Resolution for Independence）は、1776年7月2日に第2回大陸会議で可決された、北米の13植民地が「自由で独立した国家」として大英帝国から分離するという決議である。その2日後の7月4日には、この決議を公式に表明した正式な文書である「アメリカ独立宣言」が承認された。

## 提出
1775年にアメリカ独立戦争が始まったとき、英領アメリカの植民地では、イギリスからの独立を公然と主張する者はほとんどいなかった。しかし、1776年1月にトマス・ペインが出版したパンフレット『コモン・センス』をきっかけに、独立を支持する世論が形成されていった。第2回大陸会議では、マサチューセッツ湾植民地のサミュエル・アダムズとジョン・アダムズ、バージニア植民地のリチャード・ヘンリー・リーらによる「アダムズ・リー結社」(Adams-Lee Junto)と呼ばれる非公式の結社が、独立に向けた動きを主導した。
1776年5月15日、バージニア植民地のウィリアムズバーグで開かれていた、エドモンド・ペンドルトンを議長とする第5回バージニア会議は、大陸会議に参加するバージニア植民地代表に「連合植民地が自由で独立した国家であり、グレートブリテンの王室や議会への一切の忠誠心や依存心を持たないことを宣言するよう、同会議に提案すること」を指示する決議を採択した。この指示に従って、同年6月7日、リチャード・ヘンリー・リーが以下の決議案を大陸会議に提案し、ジョン・アダムズがそれに賛成した。リーの名前を取って、この決議案は「リー決議」と呼ばれる。
Resolved, That these United Colonies are, and of right ought to be, free and independent States, that they are absolved from all allegiance to the British Crown, and that all political connection between them and the State of Great Britain is, and ought to be, totally dissolved.
That it is expedient forthwith to take the most effectual measures for forming foreign Alliances.

That a plan of confederation be prepared and transmitted to the respective Colonies for their consideration and approbation.
日本語訳
以下のように決議する。
これらの連合植民地は、自由かつ独立した国家であり、また当然そうあるべきであり、イギリス王室に対する一切の忠誠を免れ、これらの植民地とイギリスとの間の一切の政治的関係は完全に解消され、またそうあるべきであること。
外国との同盟を結ぶために、最も効果的な手段をとることが早急に必要であること。
連合の計画を作成し、各植民地に送付してその検討と承認を求めること。

リーは、バージニア会議で指示された文言をほぼそのまま使ったという資料もある。この決議案は、イギリスからの独立問題、その後のアメリカの外交関係の計画を立てること、連邦の計画を準備してそれを各植民地が検討することの3つの項からなる。大陸会議はこの3つの項を別々に扱うことにした。
メリーランド、ペンシルベニア、デラウェア、ニュージャージー、ニューヨークなど、一部の植民地の代表者は独立のための投票権を持っていなかったため、大陸会議全体としてはその時点で独立を宣言する準備ができていなかった。そのため、リー決議案の第1項の投票は3週間延期された。独立派は、植民地政府内で決議案への支持を得るために活動した。

## 検討
6月10日、大陸会議は決議案が可決された場合に備えて、独立宣言を起草する委員会を設置することを決定した。6月11日、ジョン・アダムズ、トーマス・ジェファーソン、ベンジャミン・フランクリン、ロジャー・シャーマン、ロバート・リビングストンの5人が起草委員会（五人委員会）委員に任命された。同日、大陸会議は決議案の後半の2つの部分について検討するための2つの委員会の設置を決定した。翌日、外国の列強に提案するための条約案を作成するために、ジョン・ディキンソン、ベンジャミン・フランクリン、ジョン・アダムズ、ベンジャミン・ハリソン、ロバート・モリスの5人からなる別の委員会が設置された。さらに、各植民地から1名ずつの委員で構成される第3委員会が設置され、州連合の憲法の草案を作成することになった。
条約案作成委員会は、7月18日に、主にジョン・アダムズの執筆による条約案を作成した。これを元に5週間にわたって大陸会議で検討された。8月27日、検討内容が条約案作成委員会に戻され、リチャード・ヘンリー・リーとジェイムズ・ウィルソンが委員に加えられた。正式な条約案は9月17日に採択された。9月24日、大陸会議は条約案の雛形に基づいてフランスとの条約を締結するための全権大使への交渉指示を承認し、翌日、ベンジャミン・フランクリン、サイラス・ディーン、トーマス・ジェファーソンがフランス政府への全権大使に選出された。イギリスとの戦争に勝ち、独立宣言した新しい国を存続させるためには、フランスとの同盟が不可欠であると考えられていた。
ジョン・ディキンソンが委員長を務める連邦計画作成委員会は、最初の報告書を大陸会議に7月12日に提出した。その後、主権、連邦政府に与えられるべき権限、司法機関の有無、投票方法などの問題について、議論が長引いた。連合規約の最終草案は1777年の夏に作成され、1年間の討議を経て、1777年11月15日に各州の批准のために大陸会議で承認された。連合規約が全ての州で批准されたのは4年後の1781年3月1日だった。

## 承認と宣言
独立宣言文は脇に置かれたまま、独立決議について数日間にわたって討議された。リー決議案の独立条項の採決は、7月1日の全体委員会での採決まで延期されていた。サウスカロライナ植民地の要請により、全会一致を期待して、決議案の採決は翌日に回されることになった。試しに投票してみたところ、サウスカロライナ植民地とペンシルバニア植民地が反対し、デラウェア植民地は2名の代議員の間で意見が割れた。
投票は7月2日に行われたが、前日から投票までの間に重要な変化があった。エドワード・ラトリッジがサウスカロライナ植民地の代議員に賛成するよう説得し、ペンシルベニア植民地の代議員2名には欠席するように説得した。シーザー・ロドニーはデラウェア植民地で反対していた代議員を徹夜で説得した。これにより、13植民地のうち12の植民地はリー決議案を承認した。ニューヨーク植民地の代議員は、独立に賛成するように指示されていなかったため投票を棄権したが、ニューヨーク植民地議会は7月9日に「他の植民地と一緒に独立を支持する」ことを決議した。
リー決議案の可決は、当時、北米植民地がイギリスから独立する決定的な宣言であるとして報じられた。『ペンシルベニア・イブニング・ポスト』は、その日の夜に次のように報じた。
This day the CONTINENTAL CONGRESS declared the UNITED COLONIES FREE and INDEPENDENT STATES.
日本語訳
今日、大陸会議は連合植民地が自由で独立した国であることを宣言した。
『ペンシルベニア・ガゼット』は翌日朝に次のように報じた。
Yesterday, the CONTINENTAL CONGRESS declared the UNITED COLONIES FREE and INDEPENDENT STATES.
日本語訳
昨日、大陸会議は連合植民地が自由で独立した国であることを宣言した。
7月2日に独立決議を可決した後、大陸会議は独立宣言文の作成に着手した。リーの独立決議文の文言を加えるなど、大陸会議は独立宣言文にいくつかの変更を加えた。そして7月4日、独立宣言文の最終版が大陸会議で承認され、印刷に回された。
ジョン・アダムズは、7月3日に妻のアビゲイルに独立決議について手紙を書いた。
1776年7月2日は、アメリカの歴史の中で最も記憶に残るエポックとなるでしょう。私は、この日が後世の人々によって盛大な記念日として祝われるだろうと信じています。全能の神に捧げる厳粛な行為によって、この日は解放の日として記念されるべきです。華やかなパレード、ショー、ゲーム、スポーツ、銃、鐘、かがり火、イルミネーションで、この大陸の端から端まで、この時から永遠に荘厳に祝われるべきです。
アダムズの予測は2日ずれていた。アメリカ人は当初から独立記念日を、独立決議が採択された7月2日ではなく、独立宣言が承認された7月4日に祝った。